# ولسوالی استالف
استالف یکی از ولسوالی‌های ولایت کابل در شمال شهر است با جمعیت نزدیک به ۲۹۸۰۰ نفر. مرکز این ولسوالی استالف است. مردم استالف اکثراً پیشۀ دهقانی داشته و صنایع معروف ایشان می‌توان از کالالی و چرمدوزی نام برد. اکثریت مردم استالف تاجیک بوده و اقلیتی از پشتون‌های کوچی و هزاره‌های بومی اهل سنت در این منطقه زیست دارند.
استالف دارای آب و هوایی گورا و محیطی زیبا است که مردم برای تفریح به این منطقه میروند.
استالف بیشتر بخاطر هوای خوب در تابستان محل میله برای مردم کابل و دیگر شهر ها است اما نبود امکانات رفاهی در این منطقه یک مشکل جدی برای صنعت گردشگری این منطقه محسوب میشود.
استالف با دو سرک اسفالت به شاهراه کابل پروان وصل است و مشکل عمده این منطقه کمبود آب در تابستان ها میباشد.
استالف در سالهای حاکمیت طالبان توسط این گروه به آتش کشیده شده و ویرانی های زیادی را دید بعد از حاکمیت گروه طالبان دو باره کار بازسازی این منطقه شروع شده و فعلا به علت موجود نبود شغل تعداد زیادی از مردم استالف در شهر کابل و دیگر شهر های افغانستان به کار و بار مشغول هستند

## منبع‌ها
1. ↑  «Wayback Machine» (PDF). web.archive.org. بایگانی‌شده از اصلی (PDF) در ۲۲ مه ۲۰۰۵. دریافت‌شده در ۲۰۲۳-۱۱-۰۸.

- مشارکت‌کنندگان ویکی‌پدیا. «Kabul Province». در دانشنامهٔ ویکی‌پدیای انگلیسی، بازبینی‌شده در ۱۲ اسفند ۱۳۹۰ خورشیدی.